# Royal Montserrat Police Force F.C.
La Royal Montserrat Police Force est une équipe de football de Montserrat, basée dans la ville de Brades, participant au Championnat de Montserrat de football.
Regroupant les meilleurs joueurs de la police de Montserrat, c'est actuellement l'équipe la plus titrée du championnat avec 5 titres.

## Palmarès
- Championnat de Montserrat : 1996, 2000, 2001, 2003, 2016

## Meilleur Buteur
| Année   | Meilleurs Buteurs | Buts |
| 2001    | Ottley Laborde    | 21   |
| 2002/03 | Ottley Laborde    | 8    |